# Юрченко Христина Іллівна
Юрченко Христина Іллівна (нар. 1 травня 1995) — українська плавчиня, майстер спорту України. Чемпіонка Літніх Паралімпійських 2012 року.
Займається у секції плавання Київського міського центру «Інваспорт».